# 고국천왕
고국천왕(故國川王, 176년 이전~197년 5월, 재위: 179년 12월~197년 5월)은 고구려의 제9대 국왕이다. 국양왕(國壤王)이라고도 하며, 신대왕의 아들로 휘는 남무(男武)이다. 동생으로는 발기, 산상왕(연우), 계수가 있다.
진대법으로 백성을 구제하고, 훌륭한 업적을 남긴 고구려사 성군으로 평가받는다.

## 생애
176년(신대왕 12년) 3월에 태자(太子)로 책봉되었고, 179년 12월에 신대왕이 사망하여 즉위하였다. 고국천왕은 키가 9척(尺)이고 겉모습이 크고 위엄이 있었다고 한다. 180년에 제나부(堤那部) 우소(于素)의 딸 우씨(于氏)를 왕후로 삼았다.
184년에 후한의 요동(遼東) 태수가 쳐들어와 동생 계수(罽須)를 보내 막았으나 패배하였다. 이에 왕이 직접 출병하여 좌원(坐原)에서 한군을 격퇴하였다. 190년 가을, 왕후의 친척인 중외대부(中畏大夫) 패자 (沛者) 어비류(於卑留)와 평자(評者) 좌가려(左可慮)가 권력을 등에 업고 전횡을 일삼자 왕이 이를 벌하려 하였다. 이에 좌가려 등이 사연나(四椽那)와 함께 반란을 일으켜 191년 4월에 수도를 공격하였으나 패배하여 진압되었다.
반란을 진정시킨 뒤 그해에 왕은 평민 출신의 을파소를 등용하고 국상(國相)에 임명하였다. 구신(舊臣)들이 신진 세력인 을파소를 참소하자 왕은 “국상의 명령을 따르지 않는 자는 멸족할 것이다.”라고 포고하였다. 이에 을파소는 왕의 정성에 감동하여 정치에 힘써 나라가 융성하였다. 194년에는 진대법(賑貸法)을 제정하여 백성들을 구휼하였다.
197년에 사망하였으며 고국천원(故國川原)에 장사지냈다.

### 발기와 이이모
《삼국사기》에는 신대왕의 맏아들 발기(拔奇)가 불초하였기 때문에 나라 사람들이 둘째 아들인 이이모를 왕으로 세웠다면서 고국천왕의 다른 이름으로 이이모(伊夷模)가 기록되어 있다. 
그러나 《삼국지》를 비롯한 중국의 기록에 따르면 이이모는 산상왕의 이름이다. 《삼국지》의 기록에는 고국천왕의 기록이 없고, 신대왕의 뒤를 이어 이이모(산상왕)가 즉위한 것으로 되어 있다. 신대왕 다음에 산상왕이 즉위했다며 고국천왕을 누락한 것에 대해서는 중국 측 기록이 잘못된 것으로 보는 것이 일반적이다.
반면, 《삼국사기》의 고국천왕 원년에 등장하는 발기(拔奇)의 모반 기록은 산상왕 원년의 발기(發岐) 모반과 같은 기록으로 보는 것이 통설이다. 이에 따르면 고국천왕 1년(179년)조의 발기(拔奇)는 산상왕 1년(197년)조의 발기(發岐)와 동일인물로서 산상왕 때 모반을 일으킨 발기의 기록을 고국천왕 1년조에 잘못 옮겨 쓴 것이 된다.

## 가계
- 부왕 : 신대왕
  - 왕후 : 왕후 우씨(王后 于氏) - 제나부(提那部, 椽那部) 우소(于素)의 딸. 동생 산상왕과 재혼을 한다.

## 고국천왕 등장하는 작품
- 《우씨왕후》TVING, 2024년~2024년, 배우:지창욱,유지완)

## 고국천왕을 섬긴 사람들
- 을파소(乙巴素, ? ~ 203년)
- 안류(晏留)
- 우소(于素)
- 어비류(於卑留)
- 좌가려(左可慮)

## 같이 보기
- 백제
  - 초고왕 (166년~214년)
- 신라
  - 아달라 이사금 (154년~184년)
  - 벌휴 이사금 (184년~196년)
  - 내해 이사금 (196년~230년)
- 가야
  - 김수로왕 (42년?~199년)
- 왜
  - 세이무 천황 (131년~190년)
  - 주아이 천황 (190년~200년)
- 후한
  - 한 영제 (168년~189년)
  - 한 소제 (189년)
  - 한 헌제 (189년~220년)